# Destry
Destry (deutsch Destrich) ist eine französische Gemeinde mit 110 Einwohnern (Stand 1. Januar 2022) im Département Moselle in der Region Grand Est (bis 2015 Lothringen). Sie gehört zum Arrondissement Forbach-Boulay-Moselle.

## Geografie
Destry liegt zwischen Faulquemont und Château-Salins, etwa 35 Kilometer Luftlinie südöstlich von Metz auf einer Höhe zwischen 237 und 307 m über dem Meeresspiegel. Das Gemeindegebiet umfasst 6,89 km².
Nachbargemeinden sind Suisse, Landroff, Baronville, Achain, Marthille und Brulange.

## Geschichte
Der Ort wurde erstmals im Jahr 777 erwähnt und erhielt die Ortsrechte im Jahr 966. Im Dreißigjährigen Krieg wurde Destry zerstört und ab 1660 wieder aufgebaut. 

### Bevölkerungsentwicklung
| Jahr      | 1962 | 1968 | 1975 | 1982 | 1990 | 1999 | 2007 | 2019 |
| Einwohner | 121  | 123  | 114  | 100  | 79   | 82   | 93   | 96   |

## Wirtschaft und Infrastruktur
Der Ort liegt an der Straße D 999 (Rue de Metz). Der Ort ist land- und forstwirtschaftlich geprägt, in der Landwirtschaft wird unter anderem Getreide angebaut.